# اویاتننا
اویاتننا (به لاتین: Oyatenna) یک منطقهٔ مسکونی در سری‌لانکا است که در استان مرکزی (سری‌لانکا) واقع شده‌است.